# Tétel
A tétel érvényességet kifejező állítás, amely egy viszony, tény, igaznak tekintett megállapítás fennállását jelzi. Erre további állítások, illetve igazságok épülnek. A magyar tétel szó a „tesz” ige és a „-tel” főnévképző rag keresztezése.
A matematikában a tétel olyan állítás, amely igaznak bizonyult, vagy axiómák alapján, vagy más tételek alapján.
Ha a tételeket be kell bizonyítani, a fogalom koncepciója deduktívnak számít, a tudományos törvény esetében használt fogalommal ellentétben, amelyik kísérleti.
Logikailag sok tétel indikatív feltételes formájú: „A = B”. Egy ilyen tétel nem állítja a B-t - csak azt, hogy a B az A szükséges következménye. Ebben az esetben A-t a tétel hipotézisének vagy feltételének nevezzük (a „hipotézis” szó helyenként „sejtés” értelemben is használatos, ebben az esetben azonban nem), és a B a tétel következtetése. Alternatív megoldásként az A-t és a B-t előzménynek, illetve következménynek nevezzük.

## Példák
Példa egy tételre: Ha A is, B is üres halmaz, akkor A = B. További példákat ez a kategória tartalmaz.
Egy tételt gyakran több módon is be lehet bizonyítani. A Pitagorasz-tételnek például több, mint 370 különböző bizonyítása ismert.

## Tételek minősítése
Egyes tételeket bizonyos szerzők például a „triviális”, „nehéz”, „mély” vagy „szép” minősítésekkel illetnek. Ezek a vélemények nem csak emberfüggőek, de kortól és kultúráról is függnek: ha egy tétel bizonyítását leegyszerűsítik vagy jobban megértik, egy eredetileg nehéz tétel egyszerűbbé válhat. Egy „mély értelmű” (nehéz) tételt is el lehet egyszerűen magyarázni, de a bizonyítása meglepően bonyolult is lehet. A nagy Fermat-tétel egy példa erre.